# Tomáš Kalas
Tomáš Kalas (sinh ngày 15 tháng 5 năm 1993) là một cầu thủ bóng đá người Cộng hòa Séc hiện đang chơi chơi cho câu lạc bộ Bristol City ở vị trí hậu vệ.

## Sự nghiệp câu lạc bộ

### Sigma Olomouc
Kalas bắt đầu sự nghiệp của mình ở quê nhà với CLB Sigma Olomouc và anh đã có trận đấu chính thức đầu tiên trong chiến thắng 2-0 trước Slovan Liberec vào 05/05/2010.

### Chelsea
Ngày 07/07/2010, anh đặt bút ký vào bản hợp đồng có giá trị 5,2 triệu bảng với nhà vô địch Premier League Chelsea. Nửa đầu mùa giải 2010-2011, Kalas được gửi lại cho Sigma Olomouc mượn. Kalas đến Chelsea nửa sau mùa giải 2010-2011 và hậu vệ này có trận ra mắt trong màu áo đội trẻ ngày 21/02/2011, hòa Aston Villa 2-2.

#### Cho Vitesse mượn
22/08/2011, Kalas gia nhập Vitesse với bản hợp đồng cho mượn hết mùa giải 2011-2012. Tại đây anh được trao chiếc áo số 2. Anh có trận ra mắt Vitesse vâò ngày 17/09/2011 trong chiến thắng 5-0 trước Roda JC Kerkrade.
11/07/2012, Kalas tiếp tục được cho Vitesse mượn đến hết mùa giải 2012-2013. Cùng lúc đó, anh gia hạn hợp đồng với Chelsea đến hè năm 2017. Kalas ghi bàn thắng đầu tiên cho Vitesse vào ngày 16/09/2012 trong chiến thắng 3-0 trước FC Groningen.

#### Trở lại Chelsea
10/07/2013, huấn luyện viên Jose Mourinho khẳng định Kalas sẽ ở lại Chelsea vào mùa giải 2013-2014.
Kalas đã có cơ hội thể hiện trong tour du đấu châu Á của Chelsea. Anh được ra sân trong 3 trận đấu gặp đội các ngôi sao Thái Lan, Malaysia và Indonesia. sau đó anh đã bị gãy xương mác và không thể tiếp tục du đấu hè cùng Chelsea.

## Sự nghiệp quốc tế

### U17 Czech
Anh có trận ra mắt U17 vào ngày 05/09/2009 khi vào sân phút 61 trong trận đấu với Belarus mà Czech thắng 1-0, trận đấu nằm trong giải vô địch U17 châu Âu. 

### Czech
Anh có trận đấu ra mắt trong màu áo đội tuyển Czech trong chiến thắng 3-0 trước Slovakia vào ngày 14/11/2012 khi vào sân thay cho David Limbersky ở phút thứ 74.

## Thống kê sự nghiệp
Tính đến ngày 1 tháng 5 năm 2021
| Câu lạc bộ           | Mùa giải            | Giải đấu                   | Giải đấu      | Giải đấu     | Cúp quốc gia  | Cúp quốc gia | Cúp Liên đoàn | Cúp Liên đoàn | Châu Âu       | Châu Âu      | Khác          | Khác         | Tổng cộng     | Tổng cộng    |
| Câu lạc bộ           | Mùa giải            | Giải đấu                   | Số lần ra sân | Số bàn thắng | Số lần ra sân | Số bàn thắng | Số lần ra sân | Số bàn thắng  | Số lần ra sân | Số bàn thắng | Số lần ra sân | Số bàn thắng | Số lần ra sân | Số bàn thắng |
| -------------------- | ------------------- | -------------------------- | ------------- | ------------ | ------------- | ------------ | ------------- | ------------- | ------------- | ------------ | ------------- | ------------ | ------------- | ------------ |
| Sigma Olomouc        | 2009–10             | Gambrinus liga             | 1             | 0            | 0             | 0            | 0             | 0             | -             | -            | -             | -            | 1             | 0            |
| Sigma Olomouc        | 2010–11             | Gambrinus liga             | 4             | 0            | 2             | 0            | 0             | 0             | -             | -            | -             | -            | 6             | 0            |
| Sigma Olomouc        | Tổng cộng           | Tổng cộng                  | 5             | 0            | 2             | 0            | 0             | 0             | -             | -            | -             | -            | 7             | 0            |
| Vitesse (mượn)       | 2011–12             | Eredivisie                 | 32            | 1            | 4             | 0            | 0             | 0             | -             | -            | -             | -            | 36            | 1            |
| Vitesse (mượn)       | 2012–13             | Eredivisie                 | 34            | 1            | 3             | 0            | 0             | 0             | 3             | 0            | -             | -            | 40            | 1            |
| Vitesse (mượn)       | Tổng cộng           | Tổng cộng                  | 66            | 2            | 7             | 0            | 0             | 0             | 3             | 0            | -             | -            | 76            | 2            |
| Chelsea              | 2013–14             | Premier League             | 2             | 0            | 0             | 0            | 1             | 0             | 1             | 0            | -             | -            | 4             | 0            |
| 1. FC Köln (mượn)    | 2014–15             | Bundesliga                 | 0             | 0            | 0             | 0            | -             | -             | -             | -            | -             | -            | 0             | 0            |
| Middlesbrough (mượn) | 2014–15             | Cúp liên đoàn Anh          | 17            | 0            | 0             | 0            | 0             | 0             | -             | -            | -             | -            | 17            | 0            |
| Middlesbrough (mượn) | 2015–16             | Cúp liên đoàn Anh          | 26            | 0            | 1             | 0            | 3             | 0             | -             | -            | -             | -            | 30            | 0            |
| Middlesbrough (mượn) | Tổng cộng           | Tổng cộng                  | 43            | 0            | 1             | 0            | 3             | 0             | -             | -            | -             | -            | 47            | 0            |
| Fulham (mượn)        | 2016–17             | Giải bóng đá hạng nhất Anh | 36            | 1            | 2             | 0            | 0             | 0             | -             | -            | 2             | 0            | 40            | 1            |
| Fulham (mượn)        | 2017–18             | Giải bóng đá hạng nhất Anh | 33            | 0            | 1             | 0            | 0             | 0             | —             | —            | 2             | 0            | 36            | 0            |
| Fulham (mượn)        | Tổng cộng           | Tổng cộng                  | 69            | 1            | 3             | 0            | 0             | 0             | —             | —            | 4             | 0            | 76            | 1            |
| Bristol City (mượn)  | 2018–19             | Championship               | 38            | 0            | 3             | 0            | 0             | 0             | —             | —            | —             | —            | 41            | 0            |
| Bristol City         | 2019–20             | Championship               | 23            | 0            | 1             | 0            | 0             | 0             | —             | —            | —             | —            | 24            | 0            |
| Bristol City         | 2020–21             | Championship               | 40            | 1            | 3             | 0            | 1             | 0             | —             | —            | —             | —            | 44            | 1            |
| Bristol City         | Tổng cộng           | Tổng cộng                  | 101           | 1            | 7             | 0            | 1             | 0             | —             | —            | —             | —            | 109           | 1            |
| Tổng cộng sự nghiệp  | Tổng cộng sự nghiệp | Tổng cộng sự nghiệp        | 286           | 4            | 20            | 0            | 5             | 0             | 4             | 0            | 4             | 0            | 319           | 4            |

### Bàn thắng quốc tế
| # | Ngày                | Địa điểm                                           | Số trận | Đối thủ    | Bàn thắng | Kết quả | Giao hữu |
| - | ------------------- | -------------------------------------------------- | ------- | ---------- | --------- | ------- | -------- |
| 1 | 25 tháng 3 năm 2018 | Trung tâm Thể thao Quảng Tây, Nam Ninh, Trung Quốc | 12      | Trung Quốc | 1–1       | 4–1     | Giao hữu |
| 2 | 5 tháng 6 năm 2018  | Rudolf-Tonn-Stadion, Schwechat, Áo                 | 14      | Nigeria    | 1–0       | 1–0     | Giao hữu |